# Rolf Hepp
Rolf Egon Hepp, född 22 juni 1932 i Köln, Tyskland, död 13 september 2021 i Malmö, var en tysk-svensk dansare, danspedagog och koreograf.

## Biografi
Rolf Hepp började sin dansutbildning vid sin farbrors dansskola vid 14 års ålder under Rolf Hepp senior och Anita Bell. Han anställdes som dansare vid Stadttheater Essen 1949. Från 1950-1953 var han engagerad vid Kölner Opernhaus. Mellan 1953 och 1956 dansade han vid Hamburgische Staatsoper i Hamburg och sedan fram till 1958 som solist vid Deutsche Oper am Rhein i Düsseldorf. 1958 blev han handplockad av Malmö Stadsteaters balettchef Carl-Gustaf Kruuse af Verchou.
Under tiden i Hamburg medverkade han bland annat i danskortfilmen Trollkarlens lärling (1955, 20th Century Fox) i rollen som 'Andra kvasten' i regi av Michael Powell och koreografi av Helga Swedlund. Vid ankomsten till Malmö Stadsteater medverkade han bland annat i Ingmar Bergmans uppsättning av Värmlänningarna (1958) samt tolkade med åren i Malmöbaletten många av de stora manliga karaktärsrollerna såsom Hilarion (Giselle), Tybalt (Romeo och Julia) och Rothbart (Svansjön) i koreografi av Conny Borg. Han dansade i musikaler som Röde Orm, Oklahoma och Spelman på taket och i baletterna Medea, Månrenen och Fröken Julie av Birgit Cullberg.
På 1970-talet var han engagerad som gästdansare vid Stora Teatern, Göteborg och Cramérbaletten (Riksteatern). Hepp var interim balettchef vid Malmö Stadsteater 1979 samt 1988. 
Han koreograferade i många år för Lundaspexarna, Piggsvinsteatern i Trelleborg samt YstadOperan i Ystad under regi av Richard Bark; bland annat i sverigepremiären av Philip Glass opera Akhnaten 1989. Han samarbetade med kompositören Ralph Lundsten och konstnären Lennart Frisk för den senares “Sommarnattskonserter” i Solberga, Blackstad. På Sveriges Television medverkade han i serien N.P. Möller, fastighetsskötare (1972) och arbetade också med  Kvitt eller dubbelt, Solstollarna (1985) och Lackalänga (1987). 
Rolf Hepp dansade på senare år i filmen Dancer in the Dark av Lars von Trier och ånyo i musikalen Spelman på taket (1997) vid Malmö Musikteater med Jan Malmsjö i huvudrollen. Han medverkade då också i operorna Kvartett, Vi gör en opera!, Den lille sotarpojken och Pelleas och Melisande samt koreograferade för Den flygande holländaren vid Malmö Opera. Vidare dansade han i Amsterdam i 23 I 73 (2006), en föreställning skapad för en äldre och en yngre dansare, koreograferad av en av hans döttrar, Nicola Hepp. Han gjorde även centrala roller i hennes flerfaldigt internationellt prisade dansfilmer Echo (2014), som visats på dansfilmfestivaler världen över och vann publikpriset i 60secondsdance i Danmark, samt Songs of the Underworld (2016). Under 2018 medverkade han vid inspelningarna för den holländska dokumentärfilmen Parallel baserad på dansaren Ruth Meyers liv, i regi av Ellen Blom. Hans sista produktion som dansare var Mozarts Requiem (2019), en produktion av Skånes dansteater på Malmö Opera i koreografi av Örjan Andersson.
Som danspedagog efter pensioneringen från Malmöbaletten undervisade han i den egna balettskolan i Malmö, Balettstudio Rolf Hepp, som drevs i hans regi från 1980-1992. Under denna period koreograferade han även för den egna dansgruppen, Expression. Sedan 1970-talet undervisade han amatörer i både Växjö och Kristianstad, där han i många år satte upp dansföreställningar för Kristianstadsflickorna. Efter att han stängde den egna skolan fortsatte han att undervisa vid olika dansskolor i Skåne. 
Hans kreativitet tog sig sedan många år även uttryck i bildkonsten. Hepp har ställt ut sina målningar hos bland annat Galleri Engleson, Stiftsgården Åkersberg i Höör och European Art Museum i Danmark.

## Koreografi i urval
- Skenbild  (1972) Malmö Stadsteater, Malmö stads kulturpris
- Universe calling (1978), Malmö Stadsteater
- Solstollarna (1985), underhållningsserie, Sveriges Television
- Lackalänga (1987) SVT Malmö
- Akhnaten (1989) YstadOperan
- Aniara (1990) Expression
- Blodsbröllop (1993) YstadOperan
- Paradis (1994) Sommarnattskoncert i Blackstad
- Johannes och Huldran (1995) Sommarnattskonsert i Blackstad

## Dansroller i urval
- Den förlorade sonen(1968) koreografi: Ivo Cramér
- White lady (1969) koreografi: Teddy Rhodin
- Medea (1971) koreografi: Birgit Cullberg
- Sauna (1972 och 1978) koreografi: Tyyne Talvo
- Romeo och Julia (1972) koreografi: Conny Borg
- Svansjön (1973 och 1978) koreografi: Conny Borg efter Marius Petipa
- Fröken Julie (1977 och 1979) koreografi: Birgit Cullberg
- Gröna bordet (1978) koreografi: Kurt Jooss
- Röde orm (1980) koreografi: Conny Borg
- Spelman på taket (1968 och 1997)
- Dancer in the dark (2000) regi: Lars von Trier
- Sotarpojken/Vi gör en opera (2012) koreografi: Imogen Knight